# Salköveskút
Salköveskút is een plaats (község) en gemeente in het Hongaarse comitaat Vas. Salköveskút telt 417 inwoners (2001).

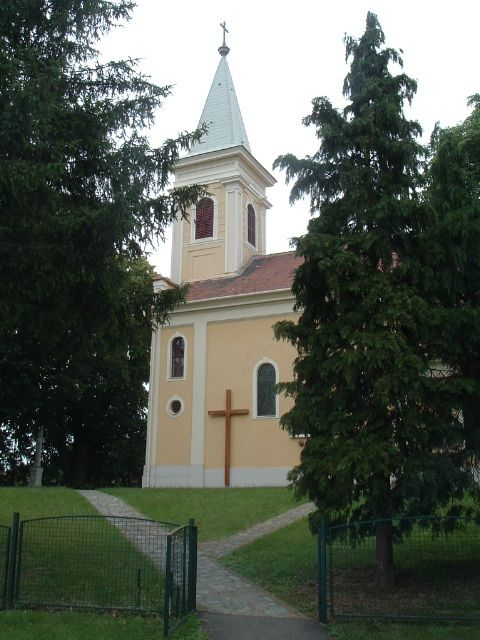
Kerk van Salköveskút
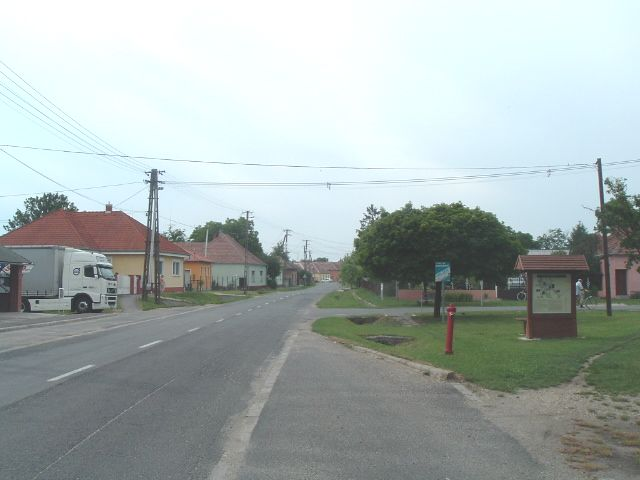
Straat in Salköveskút